# Commiphora leptophloeos
Commiphora leptophloeos là một loài thực vật có hoa trong họ Burseraceae. Loài này được (Mart.) J.B.Gillett mô tả khoa học đầu tiên năm 1980.

## Hình ảnh

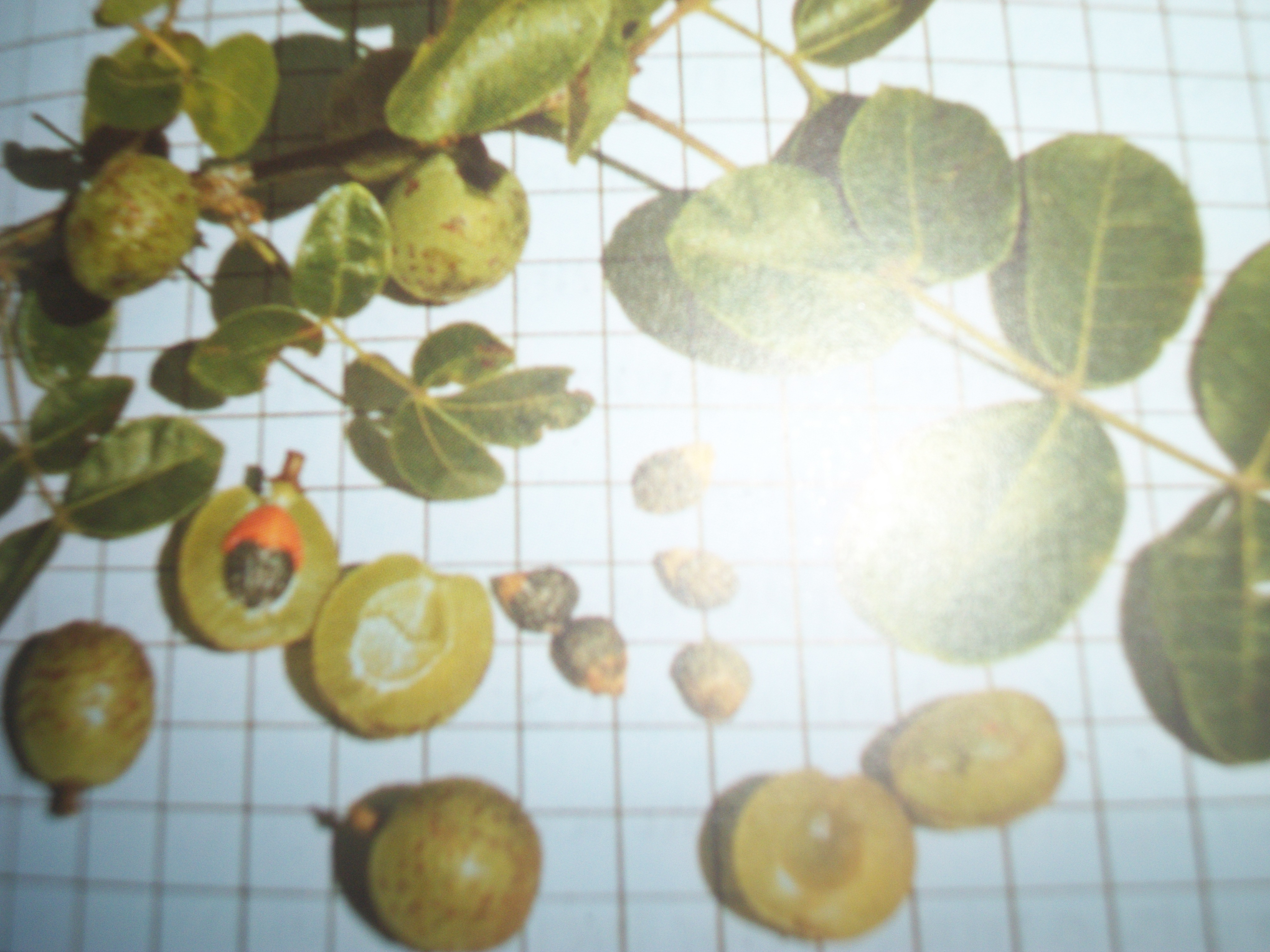
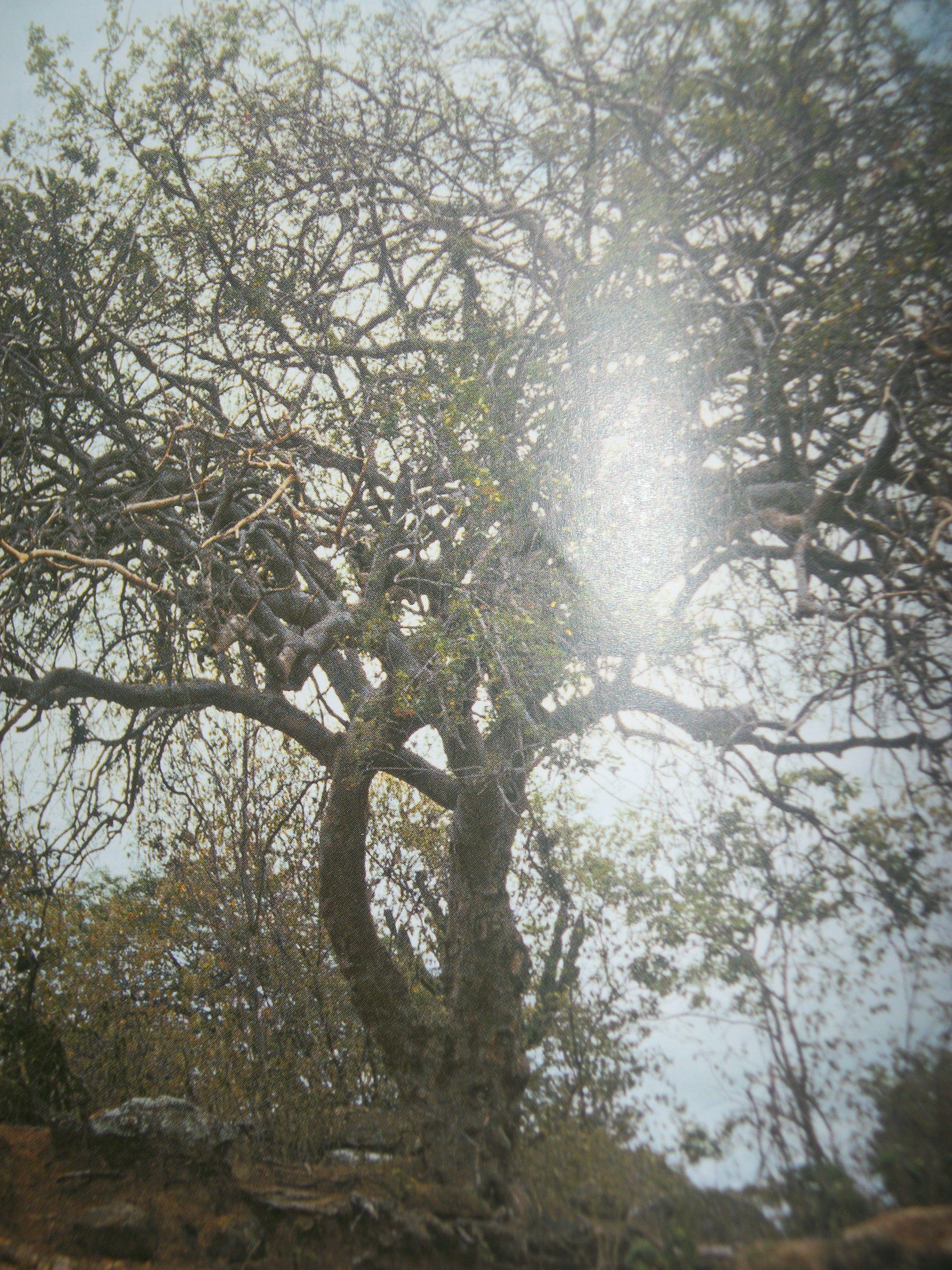